# 盧英 (崇慶州)
盧英（1459年—？年），字文華，四川成都府崇慶州人，民籍，治《易經》，明朝政治人物。

## 生平
四川鄉試第三十六名舉人。弘治十五年（1502年）中式壬戌科會試第二百八十八名，三甲第一百六十四名進士。

## 家族
曾祖盧庸；祖父盧元亨；父盧紀綱，母周氏。慈侍下。弟盧维。